# Levi Casey
Levi B. Casey, né le 19 octobre 1904 à Vienna et décédé le 1er avril 1983 à Costa Mesa, est un athlète américain spécialiste du triple saut. Affilié au Los Angeles Athletic Club, il mesurait 1,85 m pour 84 kg.

## Biographie

### Palmarès
| Date | Compétition           | Lieu      | Résultat | Performance |
| ---- | --------------------- | --------- | -------- | ----------- |
| 1928 | Jeux olympiques d'été | Amsterdam | 2e       | 15,17 m     |

### Records
| Épreuve     | Performance | Lieu | Date |
| ----------- | ----------- | ---- | ---- |
| Triple saut | 15,18 m     |      | 1930 |